# Čtrnáct bodů Hasana Prishtiny
Čtrnáct bodů Hasana Prishtiny (albánsky 14 pikat e Hasan Prishtinës) byl ultimativní požadavek Hasana Prishtiny osmanské vládě, zveřejněný na začátku srpna 1912. V té době již ve velké části evropského Turecka, kde žili především Albánci, zuřilo rozsáhlé povstání, jehož cílem bylo svrhnout mladotureckou vládu, v očích albánských vzbouřenců nenáviděnou.
Čtrnáct bodů bylo posledním požadavkem, který albánská strana do Istanbulu zaslala. Požadavky, které Albánci vůči turecké vládě měli, byly především v oblasti samosprávy a kultury. Prishtina žádal, aby byly otevírány školy s albánským vyučovacím jazykem, dále aby se turečtí příslušníci státní správy, kteří přicházejí do Albánci osídlených oblastí, seznámili s místními zvyky, aby Albánci sloužili vojenskou povinnost pouze v Albánii či Makedonii, byly otevírány nové zemědělské školy, urychleny veřejné práce v Albánii a zajištěna amnestie vzbouřencům. S tím vším byla ochotna turecká vláda souhlasit, odmítla pouze dva požadavky – návrat zabavených zbraní a stíhání členů dvou mladotureckých vlád, Ibrahima-Haki paši a Said-paši.
Hasan Prishtina požadoval odpověď od osmanské vlády do 48 hodin. Za tu dobu však byli Turci schopni tento seznam pouze připravit ke zpracování, byť předběžně s celou řadou požadavků souhlasili. Protože tedy odpověď nedorazila včas, rozhodl se Prishtina 11. srpna 1912 obsadit Skopje. Většina povstalců se však krátce poté dozvěděla o rozhodnutí turecké vlády, stáhla se a albánské povstání bylo u konce.